# 2. Fußball-Bundesliga 2011/12
Die 2. Bundesliga 2011/12 war die 38. Spielzeit der zweithöchsten deutschen Spielklasse im Männerfußball. Sie begann am 15. Juli 2011 und endete am 6. Mai 2012. Die Relegationsspiele zwischen dem Sechzehnten der Bundesliga und dem Dritten der 2. Bundesliga waren für den 10. und 15. Mai 2012, die Spiele zwischen dem Sechzehnten der 2. Bundesliga und dem Dritten der 3. Liga für den 11. und 14. Mai 2012 angesetzt.
Erstmals seit der Saison 1995/96 war der Nordostdeutsche Fußballverband wieder mit fünf Vereinen vertreten. Hinzu kamen zwei Vereine aus dem Gebiet des Norddeutschen Fußball-Verbandes, fünf aus dem Gebiet des Westdeutschen Fußball- und Leichtathletikverbandes und sechs des Süddeutschen Fußball-Verbandes. Vereine aus dem Gebiet des Fußball-Regionalverbandes Südwest waren, wie bereits in der Saison 2010/11, nicht vertreten. Erstmals seit der Saison 1961/62 kam es in dieser Saison wieder zu einem Frankfurter Stadtderby zwischen Eintracht Frankfurt und dem FSV Frankfurt.
Zwei Spieltage vor Saisonende sicherte sich die SpVgg Greuther Fürth erstmals den Aufstieg in die Bundesliga. Eintracht Frankfurt gelang am selben Spieltag der direkte Wiederaufstieg. In der Relegation setzte sich Fortuna Düsseldorf gegen Hertha BSC durch und stieg ebenfalls auf.

## Statistiken

### Abschlusstabelle

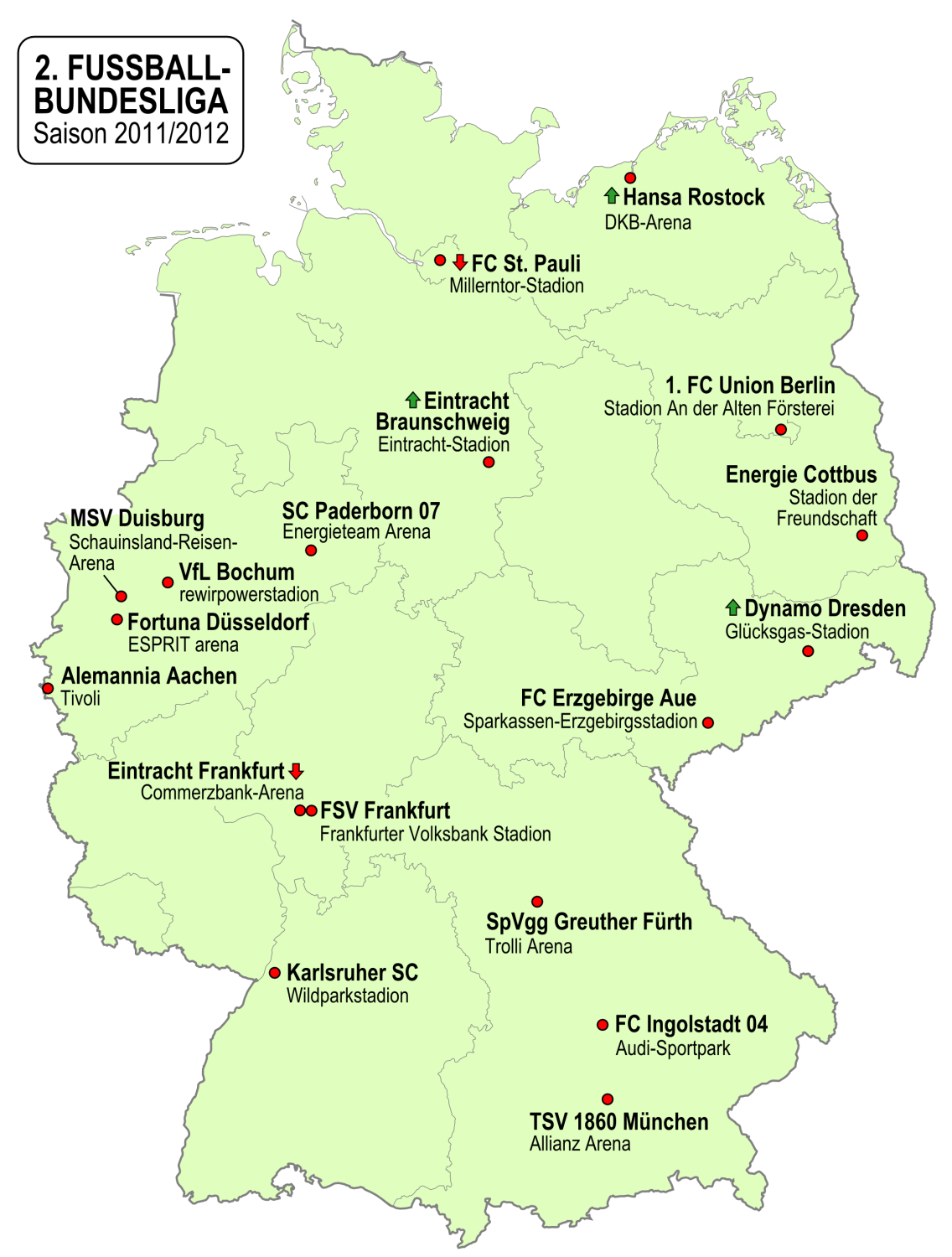
Teilnehmende Vereine im Überblick

| Pl. | Verein                     | Sp. | S  | U  | N  | Tore    | Diff. | Punkte |
| --- | -------------------------- | --- | -- | -- | -- | ------- | ----- | ------ |
| 1.  | SpVgg Greuther Fürth       | 34  | 20 | 10 | 4  | 073:270 | +46   | 70     |
| 2.  | Eintracht Frankfurt (A)    | 34  | 20 | 8  | 6  | 076:330 | +43   | 68     |
| 3.  | Fortuna Düsseldorf         | 34  | 16 | 14 | 4  | 064:350 | +29   | 62     |
| 4.  | FC St. Pauli (A)           | 34  | 18 | 8  | 8  | 059:340 | +25   | 62     |
| 5.  | SC Paderborn 07            | 34  | 17 | 10 | 7  | 051:420 | +9    | 61     |
| 6.  | TSV 1860 München           | 34  | 17 | 6  | 11 | 062:460 | +16   | 57     |
| 7.  | 1. FC Union Berlin         | 34  | 14 | 6  | 14 | 055:580 | −3    | 48     |
| 8.  | Eintracht Braunschweig (N) | 34  | 10 | 15 | 9  | 037:350 | +2    | 45     |
| 9.  | Dynamo Dresden (N)         | 34  | 12 | 9  | 13 | 050:520 | −2    | 45     |
| 10. | MSV Duisburg               | 34  | 10 | 9  | 15 | 042:470 | −5    | 39     |
| 11. | VfL Bochum (R↑)            | 34  | 10 | 7  | 17 | 041:550 | −14   | 37     |
| 12. | FC Ingolstadt 04           | 34  | 8  | 13 | 13 | 043:580 | −15   | 37     |
| 13. | FSV Frankfurt              | 34  | 7  | 14 | 13 | 043:590 | −16   | 35     |
| 14. | Energie Cottbus            | 34  | 8  | 11 | 15 | 030:490 | −19   | 35     |
| 15. | FC Erzgebirge Aue          | 34  | 8  | 11 | 15 | 031:550 | −24   | 35     |
| 16. | Karlsruher SC              | 34  | 9  | 6  | 19 | 034:600 | −26   | 33     |
| 17. | Alemannia Aachen           | 34  | 6  | 13 | 15 | 030:470 | −17   | 31     |
| 18. | Hansa Rostock (N)          | 34  | 5  | 12 | 17 | 034:630 | −29   | 27     |

| (A)  | Absteiger aus der Bundesliga 2010/11            |
| (R↑) | Verlierer der Relegation zur Bundesliga 2010/11 |
| (N)  | Aufsteiger aus der 3. Liga 2010/11              |

### Kreuztabelle
Die Kreuztabelle stellt die Ergebnisse aller Spiele dieser Saison dar. Die Heimmannschaft ist in der linken Spalte, die Gastmannschaft in der oberen Zeile aufgelistet.
| 2011/12                | SpVgg Greuther Fürth |     | Fortuna Düsseldorf | FC St. Pauli | SC Paderborn 07 | TSV 1860 München | 1. FC Union Berlin | Eintracht Braunschweig | Dynamo Dresden | MSV Duisburg | VfL Bochum | FC Ingolstadt 04 | FSV Frankfurt | Energie Cottbus | FC Erzgebirge Aue | Karlsruher SC | Alemannia Aachen | FC Hansa Rostock |
| ---------------------- | -------------------- | --- | ------------------ | ------------ | --------------- | ---------------- | ------------------ | ---------------------- | -------------- | ------------ | ---------- | ---------------- | ------------- | --------------- | ----------------- | ------------- | ---------------- | ---------------- |
| SpVgg Greuther Fürth   |                      | 2:3 | 1:1                | 2:1          | 5:1             | 2:0              | 5:0                | 1:3                    | 1:0            | 2:1          | 6:2        | 3:0              | 4:0           | 3:0             | 2:0               | 3:0           | 1:0              | 3:0              |
| Eintracht Frankfurt    | 0:0                  |     | 1:1                | 1:1          | 0:0             | 0:2              | 3:1                | 2:1                    | 3:0            | 3:0          | 3:0        | 1:1              | 6:1           | 1:0             | 4:0               | 2:0           | 4:3              | 4:1              |
| Fortuna Düsseldorf     | 2:1                  | 1:1 |                    | 0:0          | 2:3             | 3:1              | 2:1                | 1:1                    | 2:1            | 2:2          | 2:0        | 4:1              | 1:0           | 4:2             | 3:1               | 4:2           | 0:0              | 2:0              |
| FC St. Pauli           | 2:2                  | 2:0 | 1:3                |              | 5:0             | 4:2              | 2:1                | 0:0                    | 3:1            | 2:1          | 2:1        | 2:0              | 2:1           | 0:0             | 2:3               | 1:0           | 3:1              | 3:0              |
| SC Paderborn 07        | 0:1                  | 4:2 | 1:1                | 1:1          |                 | 2:2              | 3:2                | 1:0                    | 2:2            | 1:2          | 0:0        | 4:1              | 1:0           | 3:1             | 1:0               | 2:1           | 0:0              | 2:0              |
| TSV 1860 München       | 1:4                  | 2:1 | 2:1                | 1:1          | 1:1             |                  | 3:1                | 3:0                    | 2:4            | 2:1          | 1:3        | 4:1              | 4:0           | 2:0             | 4:0               | 2:1           | 1:2              | 0:1              |
| 1. FC Union Berlin     | 0:4                  | 0:4 | 0:0                | 0:2          | 3:0             | 0:1              |                    | 1:0                    | 4:0            | 1:1          | 2:1        | 4:1              | 4:0           | 1:0             | 1:0               | 2:0           | 2:0              | 5:4              |
| Eintracht Braunschweig | 0:0                  | 0:3 | 1:1                | 1:0          | 0:0             | 3:1              | 1:2                |                        | 0:2            | 0:0          | 4:0        | 3:1              | 0:0           | 3:1             | 1:1               | 0:0           | 1:1              | 3:2              |
| Dynamo Dresden         | 3:1                  | 1:4 | 2:1                | 1:0          | 1:2             | 0:1              | 4:0                | 2:2                    |                | 2:0          | 2:1        | 0:0              | 2:2           | 2:1             | 1:2               | 5:1           | 1:1              | 1:1              |
| MSV Duisburg           | 0:2                  | 2:0 | 0:2                | 0:1          | 0:1             | 0:3              | 1:1                | 3:0                    | 3:0            |              | 2:1        | 3:1              | 1:2           | 1:2             | 2:1               | 3:1           | 2:0              | 0:0              |
| VfL Bochum             | 1:4                  | 0:2 | 1:1                | 1:2          | 0:4             | 2:2              | 4:2                | 2:0                    | 0:2            | 2:1          |            | 0:1              | 1:0           | 0:1             | 6:0               | 0:0           | 1:0              | 2:1              |
| FC Ingolstadt 04       | 0:0                  | 1:1 | 1:1                | 1:0          | 4:0             | 0:1              | 3:3                | 0:1                    | 4:2            | 1:1          | 3:5        |                  | 1:1           | 1:0             | 0:0               | 2:1           | 3:3              | 3:1              |
| FSV Frankfurt          | 1:1                  | 0:4 | 2:5                | 3:3          | 2:2             | 3:1              | 1:1                | 1:1                    | 1:1            | 0:0          | 0:2        | 1:1              |               | 0:1             | 1:1               | 2:1           | 2:1              | 0:0              |
| Energie Cottbus        | 0:2                  | 3:3 | 1:1                | 1:4          | 0:2             | 0:5              | 2:1                | 1:1                    | 2:1            | 1:1          | 1:1        | 0:0              | 1:1           |                 | 2:0               | 2:0           | 1:1              | 0:1              |
| FC Erzgebirge Aue      | 1:1                  | 1:2 | 2:4                | 2:1          | 0:2             | 0:0              | 1:1                | 1:1                    | 1:1            | 1:2          | 2:1        | 1:1              | 4:3           | 0:0             |                   | 0:2           | 1:0              | 1:0              |
| Karlsruher SC          | 2:2                  | 1:0 | 0:5                | 0:2          | 2:0             | 1:3              | 2:0                | 1:3                    | 2:0            | 3:2          | 0:0        | 3:2              | 0:4           | 2:0             | 2:1               |               | 0:2              | 2:2              |
| Alemannia Aachen       | 0:0                  | 0:3 | 0:0                | 2:1          | 0:3             | 2:2              | 1:3                | 0:2                    | 0:1            | 2:2          | 2:0        | 3:1              | 1:3           | 0:2             | 1:1               | 1:0           |                  | 0:0              |
| Hansa Rostock          | 2:2                  | 1:5 | 2:1                | 1:3          | 1:2             | 2:0              | 2:5                | 0:0                    | 2:2            | 4:2          | 0:0        | 1:2              | 0:5           | 1:1             | 0:1               | 1:1           | 0:0              |                  |

### Relegation
Die beiden Relegationsspiele zwischen dem Sechzehnten der Bundesliga und dem Dritten der 2. Bundesliga wurden am 10. und 15. Mai 2012 ausgetragen.
| Datum        |                    | Ergebnis  |                    | Tore                                                                           |
| ------------ | ------------------ | --------- | ------------------ | ------------------------------------------------------------------------------ |
| 10. Mai 2012 | Hertha BSC         | 1:2 (1:0) | Fortuna Düsseldorf | 1:0 Hubník (19.), 1:1 Bröker (64.), 1:2 Ramos (71., Eigentor)                  |
| 15. Mai 2012 | Fortuna Düsseldorf | 2:2 (1:1) | Hertha BSC         | 1:0 Beister (1.), 1:1 Ben-Hatira (23.), 2:1 Jovanović (59.), 2:2 Raffael (85.) |
| Gesamt:      | Hertha BSC         | 3:4       | Fortuna Düsseldorf |                                                                                |

Die beiden Relegationsspiele zwischen dem Sechzehnten der 2. Bundesliga und dem Dritten der 3. Liga wurden am 11. und 14. Mai 2012 ausgetragen.
| Datum |                     | Ergebnis  |                     | Tore                                                                        |
| --- | ------------------- | --------- | ------------------- | --------------------------------------------------------------------------- |
| 11. Mai 2012 | SSV Jahn Regensburg | 1:1 (0:0) | Karlsruher SC       | 1:0 Alibaz (58., Foulelfmeter), 1:1 Groß (76.)                              |
| 14. Mai 2012 | Karlsruher SC       | 2:2 (1:1) | SSV Jahn Regensburg | 0:1 Hein (28.), 1:1 Lavrič (32.), 2:1 Charalambous (56.), 2:2 Laurito (66.) |
| Gesamt: | SSV Jahn Regensburg | (a)3:3(a) | Karlsruher SC       |                                                                             |
| Durch die niedrige Anzahl an auswärts erzielten Treffern in beiden Relegationsspielen ist der Karlsruher SC in die 3. Liga abgestiegen. |                     |           |                     |                                                                             |

### Torschützenliste

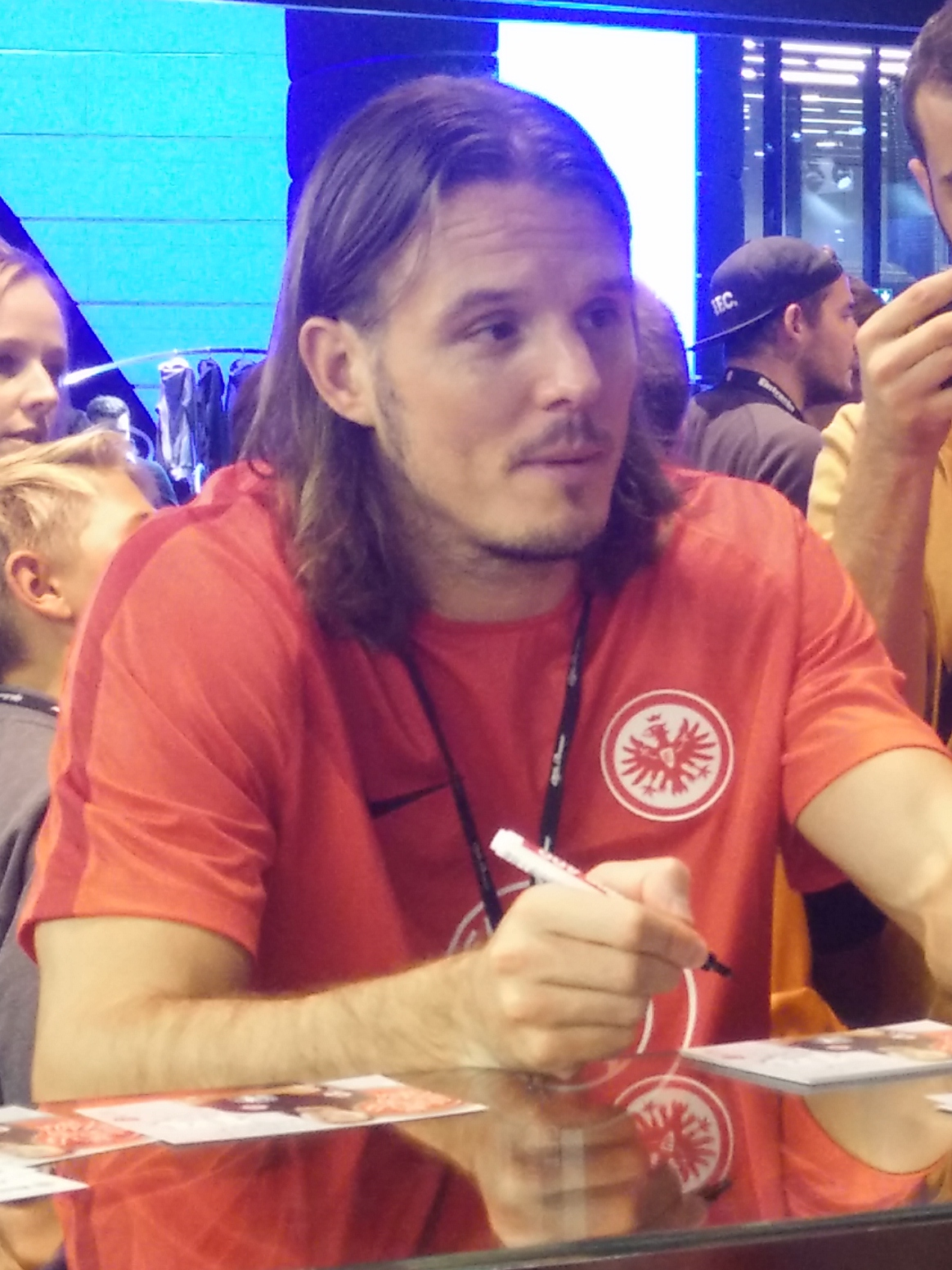
Alex Meier

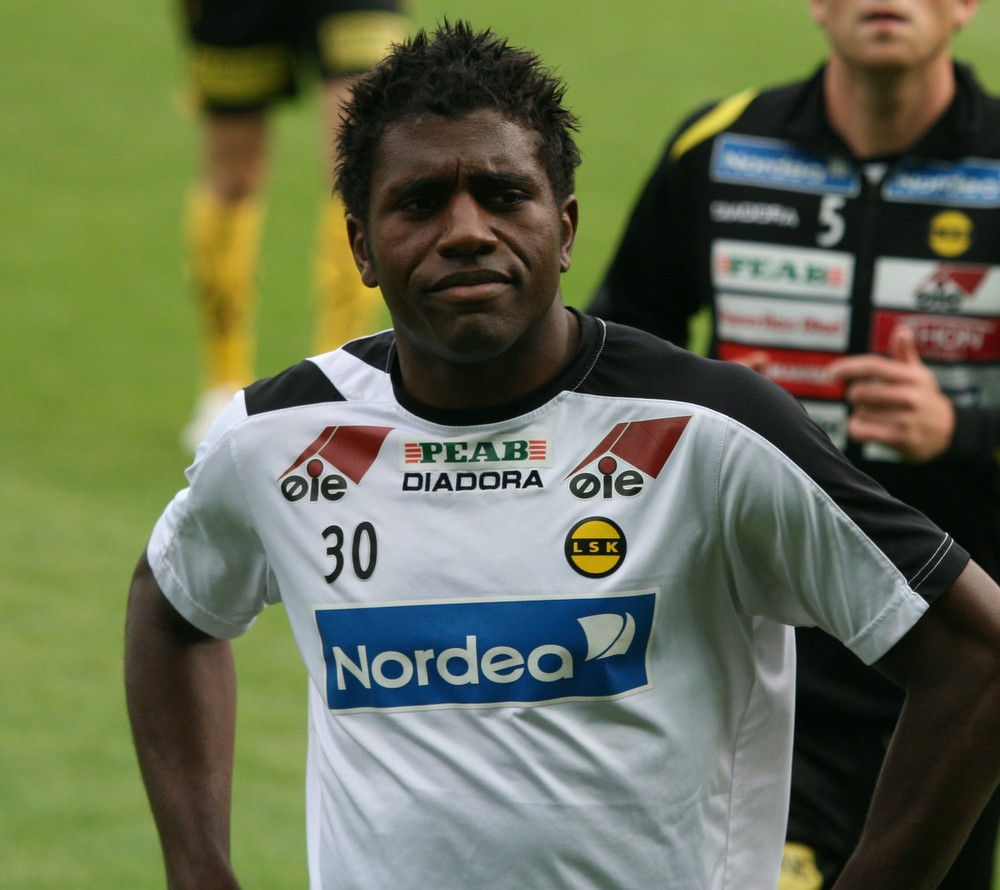
Olivier Occéan

Bei gleicher Anzahl von Treffern sind die Spieler alphabetisch nach Nachnamen geordnet.
| Pl. | Nat.        | Spieler            | Verein               | Tore |
| --- | ----------- | ------------------ | -------------------- | ---- |
| 1   | Deutschland | Alex Meier         | Eintracht Frankfurt  | 17   |
| 1   | Kanada      | Olivier Occéan     | SpVgg Greuther Fürth | 17   |
| 1   | Deutschland | Nick Proschwitz    | SC Paderborn 07      | 17   |
| 4   | Kamerun     | Mohamadou Idrissou | Eintracht Frankfurt  | 14   |
| 4   | Deutschland | Kevin Volland      | TSV 1860 München     | 14   |
| 6   | Slowenien   | Zlatko Dedič       | Dynamo Dresden       | 13   |
| 6   | Deutschland | Max Kruse          | FC St. Pauli         | 13   |
| 6   | Deutschland | Christopher Nöthe  | SpVgg Greuther Fürth | 13   |
| 6   | Deutschland | Sascha Rösler      | Fortuna Düsseldorf   | 13   |
| 10  | Benin       | Mickaël Poté       | Dynamo Dresden       | 12   |
| 10  | Bulgarien   | Dimitar Rangelow   | Energie Cottbus      | 12   |

### Scorerliste
Bei gleicher Anzahl von Scorerpunkten sind die Spieler alphabetisch nach Nachnamen geordnet.
| Pl. | Nat.        | Spieler            | Verein               | Gesamt | Tore | Vorlagen |
| --- | ----------- | ------------------ | -------------------- | ------ | ---- | -------- |
| 1   | Deutschland | Alex Meier         | Eintracht Frankfurt  | 23     | 17   | 06       |
| 1   | Kanada      | Olivier Occéan     | SpVgg Greuther Fürth | 23     | 17   | 06       |
| 3   | Deutschland | Benjamin Lauth     | TSV 1860 München     | 21     | 11   | 10       |
| 3   | Deutschland | Sascha Rösler      | Fortuna Düsseldorf   | 21     | 13   | 08       |
| 3   | Turkei      | Sercan Sararer     | SpVgg Greuther Fürth | 21     | 09   | 12       |
| 6   | Deutschland | Kevin Volland      | TSV 1860 München     | 20     | 14   | 06       |
| 7   | Kamerun     | Mohamadou Idrissou | Eintracht Frankfurt  | 19     | 14   | 05       |
| 7   | Deutschland | Max Kruse          | FC St. Pauli         | 19     | 13   | 06       |
| 7   | Deutschland | Nick Proschwitz    | SC Paderborn 07      | 19     | 17   | 02       |
| 10  | Deutschland | Stefan Aigner      | TSV 1860 München     | 17     | 11   | 06       |
| 10  | Deutschland | Benjamin Köhler    | Eintracht Frankfurt  | 17     | 09   | 08       |

### Meiste Torvorlagen
Bei gleicher Anzahl von Torvorlagen sind die Spieler alphabetisch nach Nachnamen geordnet.
| Pl. | Nat.        | Spieler              | Verein               | Vorlagen |
| --- | ----------- | -------------------- | -------------------- | -------- |
| 1   | Turkei      | Sercan Sararer       | SpVgg Greuther Fürth | 12       |
| 2   | Deutschland | Sebastian Rode       | Eintracht Frankfurt  | 10       |
| 2   | Deutschland | Benjamin Lauth       | TSV 1860 München     | 10       |
| 4   | Deutschland | Stefan Leitl         | FC Ingolstadt 04     | 09       |
| 5   | Deutschland | Benjamin Köhler      | Eintracht Frankfurt  | 08       |
| 5   | Deutschland | Torsten Mattuschka   | 1. FC Union Berlin   | 08       |
| 5   | Albanien    | Alban Meha           | SC Paderborn 07      | 08       |
| 5   | Deutschland | Sascha Rösler        | Fortuna Düsseldorf   | 08       |
| 9   | Deutschland | Marius Ebbers        | FC St. Pauli         | 07       |
| 9   | Deutschland | Jan Hochscheidt      | FC Erzgebirge Aue    | 07       |
| 9   | Georgien    | Aleksandre Iaschwili | Karlsruher SC        | 07       |
| 9   | Deutschland | Stephan Schröck      | SpVgg Greuther Fürth | 07       |

### Spielstätten
| Verein                 | Name                            | Kapazität |
| ---------------------- | ------------------------------- | --------- |
| TSV 1860 München       | Allianz Arena                   | 69.901    |
| Fortuna Düsseldorf     | ESPRIT arena                    | 54.600    |
| Eintracht Frankfurt    | Commerzbank-Arena               | 51.500    |
| Alemannia Aachen       | Tivoli                          | 32.960    |
| Dynamo Dresden         | Glücksgas-Stadion               | 32.066    |
| MSV Duisburg           | Schauinsland-Reisen-Arena       | 31.500    |
| Karlsruher SC          | Wildparkstadion                 | 29.699    |
| VfL Bochum             | Ruhrstadion (rewirpowerSTADION) | 29.448    |
| Hansa Rostock          | Ostseestadion (DKB-Arena)       | 29.000    |
| Eintracht Braunschweig | Eintracht-Stadion               | 25.540    |
| FC St. Pauli           | Millerntor-Stadion              | 24.487    |
| Energie Cottbus        | Stadion der Freundschaft        | 22.528    |
| 1. FC Union Berlin     | Stadion An der Alten Försterei  | 18.432    |
| FC Erzgebirge Aue      | Erzgebirgsstadion               | 15.690    |
| FC Ingolstadt 04       | Audi-Sportpark                  | 15.445    |
| SpVgg Greuther Fürth   | Trolli Arena                    | 15.000    |
| SC Paderborn 07        | Energieteam Arena               | 15.000    |
| FSV Frankfurt          | Frankfurter Volksbank Stadion   | 10.826    |

### Sponsoren
| Verein | Trikotsponsor   | Brustsponsor                                 |
| --- | --------------- | -------------------------------------------- |
| 1. FC Union Berlin | Uhlsport        | kfzteile24                                   |
| Alemannia Aachen | Nike            | AachenMünchener                              |
| Dynamo Dresden | Nike            | Veolia                                       |
| Eintracht Braunschweig | Puma            | Volkswagen Bank                              |
| Eintracht Frankfurt | JAKO            | Fraport                                      |
| Energie Cottbus | Umbro           | Tropical Islands                             |
| FC Erzgebirge Aue | Puma            | Spar mit! Reisen                             |
| FC Ingolstadt 04 | adidas          | Audi                                         |
| FC St. Pauli | Do you Football | ARD-Fernsehlotterie (Ein Platz an der Sonne) |
| Fortuna Düsseldorf | Puma            | Bauhaus                                      |
| FSV Frankfurt | Saller          | Hyundai                                      |
| Hansa Rostock | Nike            | Veolia                                       |
| Karlsruher SC | Nike            | Klaiber Markisen                             |
| MSV Duisburg | Nike            | R(H)EINPOWER                                 |
| SC Paderborn 07 | Puma            | Finke                                        |
| SpVgg Greuther Fürth | JAKO            | Ergo Direkt                                  |
| TSV 1860 München | Uhlsport        | Aston Martin*                                |
| VfL Bochum | Nike            | Netto                                        |
| * Bis Mitte September 2011 lief der Verein ohne Trikotsponsor auf. Stattdessen war der Slogan Münchens große Liebe auf der Trikotbrust. |                 |                                              |